# Alan Ruck
Alan Douglas Ruck (ur. 1 lipca 1956 w Cleveland) – amerykański aktor telewizyjny, teatralny i filmowy, najbardziej znany z roli Camerona Frye, hipochondrycznego przyjaciela tytułowego bohatera (Matthew Broderick) w komedii Johna Hughesa Wolny dzień Ferrisa Buellera, a także jako Stuart Bondek, lubieżny, żądny władzy członek największego zespołu w sitcomie ABC Spin City. Absolwent wydziału dramatu Uniwersytetu Illinois (1979), rozpoczął karierę w Chicago. Ożenił się 22 czerwca 1984 z Claudią Stefany, z którą ma dwoje dzieci, syna Sama i córkę Emmę. W 2005 doszło do rozwodu. 4 stycznia 2008 poślubił aktorkę Mireille Enos, z którą ma córkę Vesper Vivianne (ur. 23 września 2010) i syna Larkina Zoueya (ur. 23 lipca 2014).

## Filmografia

### Filmy fabularne
- 1986: Wolny dzień Ferrisa Buellera jako Cameron Frye
- 1989: Ogary z Broadwayu jako John Wangle
- 1989: Trójka uciekinierów jako detektyw Tener
- 1990: Młode strzelby II jako Hendry William French
- 1994: Star Trek: Pokolenia jako kapitan John Harriman
- 1994: Speed: Niebezpieczna prędkość jako Doug Stephens
- 1996: Twister jako Robert „Rabbit” Nurick
- 2003: Fałszywa dwunastka jako Bill Shenk
- 2008: Zdarzenie jako dyrektor szkoły
- 2009: Kocham cię, Beth Cooper jako pan Cooverman
- 2016: Carnage Park jako szeryf Wyatt Moss

### Seriale TV
- 1993: Gdzie diabeł mówi dobranoc jako Patrick Gatwood
- 1995–1996: Szaleję za tobą jako Lance Brockwell
- 1996–2002: Spin City jako Stewart Bondek
- 2005: Hoży doktorzy jako pan Bragin
- 2006: Gwiezdne wrota: Atlantyda jako pan Fletcher
- 2007: Drive jako John Ashton
- 2007: Zaklinacz dusz jako Steve Sinclair
- 2007–2011: Greek jako Dean Bowman
- 2008: Eureka jako dr Hood
- 2008: Orły z Bostonu jako Wayne Davidson
- 2008: Świry jako Phil Stubbins
- 2009: Ruby & The Rockits jako Martin Wexler
- 2009: Cougar Town: Miasto kocic jako Frank Miller
- 2010: Wzór jako Arnold Winslow
- 2010: CSI: Kryminalne zagadki Miami jako dr Allan Beckham
- 2010: CSI: Kryminalne zagadki Las Vegas jako Buddy Mills
- 2010: Persons Unknown jako Charlie Morse
- 2010: Sposób użycia jako dr Greenblatt
- 2010: Justified: Bez przebaczenia jako Roland Pike
- 2011: Agenci NCIS: Los Angeles jako Donald Wexling
- 2011: Fringe: Na granicy światów jako dr Krick
- 2012: Ben i Kate jako dyrektor Geoff Feeney
- 2012: Hawaii Five-0 jako Brian Slater
- 2012–2013: Tancerki jako Hubbell Flowers
- 2013: Tożsamość szpiega jako Max Lyster
- 2013: Agenci NCIS jako Ward Davis
- 2013: Rozpalić Cleveland jako Wielebny Lare
- 2014: Intelligence jako Jonathan Cain
- 2015: The Whispers jako Alex Myers
- 2015: Mroczne zagadki Los Angeles jako agent specjalny Jerry Shea
- 2016: Pępek świata jako pan Kershaw
- 2016: Życiowy nieporadnik Coopera Barretta jako Mark Barrett
- 2016: Blef jako Gordon Bailey
- 2016: Egzorcysta jako Henry Rance
- 2016: Harmidom jako Lord Tetherby, policjant (głos)
- 2018–2023: Sukcesja jako Connor Roy